# Madracis asanoi
Espèce
Statut de conservation UICN

 DD  : Données insuffisantes
Statut CITES
Madracis asanoi est une espèce de coraux appartenant à la famille des Astrocoeniidae ou la famille Pocilloporidae.